# YTD
YTD (ang. Year-To-Date) – okres rozpoczynający się 1 stycznia bieżącego roku i kończący w dniu obecnym. Termin YTD używany jest w wielu kontekstach, głównie zaś jako odnotowujący rezultaty aktywności w okresie od początku roku kalendarzowego, ewentualnie podatkowego, do dzisiaj.
W kontekście finansów, YTD często pojawia się w sprawozdaniach finansowych przy określaniu wyników działalności podmiotu gospodarczego. Dostarczenie obecnych wyników z datą YTD, jak również jednego lub kilku analogicznych z lat ubiegłych, pozwala właścicielom, managerom, inwestorom oraz innym akcjonariuszom na porównanie obecnych osiągnięć przedsiębiorstwa z okresami historycznymi.
Przykłady:
- YTD określa stopę zwrotu uzyskaną w roku obecnym. Np. zdanie Zwrot YTD na akcjach wynosił 10% oznacza, że akcje od początku roku do dzisiaj podrożały o 10%.

- Przychody z najmu nieruchomości YTD (rok podatkowy kończy się 31/03/09) na dzień 30/06/08 wyniosły $1000. Oznacza to, że nieruchomość w okresie 01/04/08 - 30/06/08 przyniosła $1000 przychodu.

Porównywanie miar jakimi są YTD może prowadzić do błędnych wniosków, o ile od początku roku upłynęło niewiele czasu. YTD jest bardziej wrażliwe na wcześnie pojawiające się zmiany niż późniejsze. W odróżnieniu od YTD okres 12 miesięcy, czy też roku kalendarzowego, są dużo bardziej odporne na wpływ czynników sezonowych.